# Rhyacophila vandeli
Rhyacophila vandeli là một loài Trichoptera trong họ Rhyacophilidae. Chúng phân bố ở miền Cổ bắc.